# Гаплогруппа K1a18 (мтДНК)
Гаплогруппа K1a18 — гаплогруппа митохондриальной ДНК человека.

## Палеогенетика

### Неолит
Айн-Гхасал — Амман (мухафаза), Иордания
- I1414 | AG84/1 — 8300–7900 BCE — М — E1b1b1b2 (E-Z830) # K1a18.
- I1701 | AG83_3 — 7750-7569 calBCE (8620±50 BP, Poz-81094) — Ж — K1a18.

### Бронзовый век
Тель-Мегиддо
- I4525	| S4525.E1.L1 — Мегидо (региональный совет), Северный округ (Израиль) — 1600–1500 BCE — М — J > J-P58 # K1a18.[2]

### Средние века
Византийский Египет
- 1951 | JK 615.11 (ÄM 36996) __ Deir el-Bahari (Thebes West) __ Луксор (мухафаза), Египет __ 562–643 calAD __ М __ G-Z6552 # K1a18.[3]

## Публикации
2016
- Lazaridis I; Nadel D; Rollefson G; et al. (August 2016). Genomic insights into the origin of farming in the ancient Near East. Nature. 536 (7617): 419–424. doi:10.1038/nature19310. PMC 5003663. PMID 27459054.

2020
- Agranat-Tamir L, Waldman S, Martin M, et al. (May 2020). The Genomic History of the Bronze Age Southern Levant. Cell. 181 (5): 1146-1157.e11. doi:10.1016/j.cell.2020.04.024. PMID 32470400.

2024
- Wurst C, Maixner F, Paladin A, et al. (January 2024). Genetic Predisposition of Atherosclerotic Cardiovascular Disease in Ancient Human Remains. Annals of Global Health. 90 (1): 6. doi:10.5334/aogh.4366. PMC 10809863. PMID 38273870.{{cite journal}}:  Википедия:Обслуживание CS1 (не помеченный открытым DOI) (ссылка)